# North East England
North East England (North East) – jeden z dziewięciu regionów Anglii, obejmujący jej północno-wschodnią część. Zajmuje powierzchnię 8573 km² (6,6% terytorium Anglii). W 2021 roku zamieszkany był przez 2 646 800 osób (4,7% ludności Anglii), co czyni go najmniej zaludnionym regionem Anglii.
Największe miasta regionu to Newcastle upon Tyne (liczba mieszkańców w 2011 r. – 268 064), Middlesbrough (174 700), Sunderland (174 286), Gateshead (120 046), Darlington (92 363), Hartlepool (88 855) i Stockton-on-Tees (82 729). Głównymi skupiskami ludności są konurbacje Tyneside, Wearside i Teesside.

## Podział terytorialny
Region North East obejmuje trzy hrabstwa ceremonialne oraz fragment czwartego. Podzielony jest na 8 jednostek administracyjnych niższego rzędu: 1 hrabstwo metropolitalne i 7 jednostek typu unitary authority.

Podział administracyjny regionu North East England (legenda: patrz tabela obok)

| Nr na mapie | Hrabstwo ceremonialne      | Hrabstwo metropolitalne              | Dystrykt metropolitalny              |
| Nr na mapie | Hrabstwo ceremonialne      | lub jednostka typu unitary authority | lub jednostka typu unitary authority |
| ----------- | -------------------------- | ------------------------------------ | ------------------------------------ |
| 1           | Northumberland             | Northumberland                       | Northumberland                       |
| 2a          | Tyne and Wear              | Tyne and Wear                        | Newcastle upon Tyne                  |
| 2b          | Tyne and Wear              | Tyne and Wear                        | Gateshead                            |
| 2c          | Tyne and Wear              | Tyne and Wear                        | North Tyneside                       |
| 2d          | Tyne and Wear              | Tyne and Wear                        | South Tyneside                       |
| 2e          | Tyne and Wear              | Tyne and Wear                        | Sunderland                           |
| 3           | Durham                     | County Durham                        | County Durham                        |
| 4           | Durham                     | Darlington                           | Darlington                           |
| 5           | Durham                     | Hartlepool                           | Hartlepool                           |
| 6           | Durham                     | Stockton-on-Tees                     | Stockton-on-Tees                     |
| 6           | North Yorkshire (fragment) | Stockton-on-Tees                     | Stockton-on-Tees                     |
| 7           | Redcar and Cleveland       | Redcar and Cleveland                 |                                      |
| 8           | Middlesbrough              | Middlesbrough                        |                                      |